# Andrzej Olejnik (koszykarz)
Andrzej Olejnik (ur. 1950) – polski koszykarz, występujący na pozycji skrzydłowego, medalista mistrzostw Polski.

## Osiągnięcia
Drużynowe
- Brązowy medalista mistrzostw Polski (1978)
- Awans do najwyższej klasy rozgrywkowej z ŁKS-em Łódź (1975)